# Toarcien
Stratigraphie
Pliensbachien Aalénien
Jurassique moyen
Le Toarcien  est le dernier étage du Jurassique inférieur (Lias). Ce terme est dérivé de Toarcium, nom latinisé de Thouars dans les Deux-Sèvres, où se situe le stratotype. Il s'étend sur près de 9,5 millions d'années de 184,2 ± 0,3 Ma  à 174,7 ± 0,8 Ma. Il succède au Pliensbachien et précède l'Aalénien.

## Historique et étymologie
L'étage Toarcien a été proposé par le naturaliste et paléontologue français Alcide d'Orbigny en 1849,. À proximité de Thouars, les roches sédimentaires (grès, calcaires) étaient exploitées par de petites carrières à ciel ouvert, qui en extrayaient des pierres de taille et du moellon. Alcide d'Orbigny au milieu du XIXe siècle se servit d'une de ces carrières, près de la ferme du Rigollier entre Vrines et Pompois, sur la commune de Sainte-Verge, pour établir le Toarcien. Ce stratotype fut affiné durant les décennies suivantes par Eugène Eudes-Deslongchamps et Jules Welsch.
Jean Gabilly s'en servit ensuite pour définir de nouvelles subdivisions de l'étage. Il détermina, entre 1961 et 1976, 27 biohorizons, basés sur la répartition des faunes d'ammonites, regroupés en 8 biozones. Le stratotype du Toarcien a été classé « Réserve naturelle nationale » par le décret ministériel no 87-950 du 23 novembre 1987, entre autres grâce à l'action de la municipalité de la ville de Thouars et d'une association d'amateurs en paléontologie, la « Société de géologie et de paléontologie thouarsaise Alcide d'Orbigny ». Elle est aujourd'hui gérée par la communauté de communes du Thouarsais.
Le nom latinisé de la ville de Thouars (Toarcium) a donné le terme Toarcien.

## Stratotype

### Stratotype historique
La région de Thouars dans le Centre-Ouest de la France est, comme l'indiquait Alcide d'Orbigny, « l'étalon ou le point-type » de l'étage Toarcien, aujourd'hui utilisé par tous les géologues et paléontologues du monde.
Le stratotype expose sur une hauteur de près de 7 mètres une formation sédimentaire d'origine marine composée par la succession lithostratigraphique suivante, de bas en haut :
- grès,
- calcaire bioclastique à oolithes ferrugineuses,
- calcaire argileux souvent à oolithes ferrugineuses,
- marnes.

Le faciès dominant est constitué par les alternances de calcaires argileux et de marnes.
Ces sédiments sont très riches en fossiles avec notamment plus de 80 espèces d'ammonites, des foraminifères, des ostracodes, des lamellibranches, des gastéropodes...

### Stratotype, PSM
Cependant, Jean Gabilly a souligné dès 1973 que ce stratotype ne remplissait pas toutes les conditions à la définition d'une référence mondiale qui recherche des séries sédimentaires continues et complètes. Il pointait la présence de niveaux condensés et surtout d'une lacune stratigraphique à la base de l'étage, ce qui impliquait une « indétermination en ce qui concerne la base de l'étage ». Gabilly proposait que soit retenue la coupe de l'Anse Saint-Nicolas, près de Jard-sur-Mer dans le département de la Vendée où le Toarcien est plus épais (une vingtaine de mètres) et où surtout on « observe un passage pratiquement continu du Pliensbachien au Toarcien ».
La commission stratigraphique internationale et l'Union internationale des sciences géologiques (UISG) n'ont pas encore formellement choisi de point de référence mondial, appelé Point Stratotypique Mondial (PSM), pour la base du Toarcien. Une extinction biologique importante à l'échelle ouest-européenne intervient au sommet du Pliensbachien. Elle affecte entre autres certains brachiopodes (rhynchonelles), ostracodes, foraminifères benthiques, bivalves.
La recherche de ce PSM s'est portée sur la province méditerranéenne où le hiatus de la base du Toarcien est moins prononcé.
Le site de Ponto do Trovao, près de la ville de Peniche sur la côte atlantique au Portugal dans la province de l'Estremadura, a été sélectionné mais n'est pas encore entériné. Il correspond à la première apparition de l'espèce d'ammonite Eodactylites polymorphum.
Le PSM de la base de l'étage Aalénien, qui vient après le Toarcien et en délimite le sommet, a été défini dans la cordillère ibérique, dans la partie nord-est de la province espagnole de Guadalajara.

## Subdivisions
Les ammonites constituent le principal groupe utilisé pour la biozonation de l'étage.
| Étage    | Sous-étage | Zone          | Sous-zone     | Horizons          |
| -------- | ---------- | ------------- | ------------- | ----------------- |
| Toarcien | supérieur  | Aalensis      | Lugdunensis   | Buckmani          |
| Toarcien | supérieur  | Aalensis      | Lugdunensis   | Lugdunensis       |
| Toarcien | supérieur  | Aalensis      | Mactra        | Celtica           |
| Toarcien | supérieur  | Aalensis      | Mactra        | Mactra            |
| Toarcien | supérieur  | Aalensis      | Mactra        | Tectiforme        |
| Toarcien | supérieur  | Pseudoradiosa | Pseudoradiosa | Pseudoradiosa     |
| Toarcien | supérieur  | Pseudoradiosa | Levesquei     | Munieri           |
| Toarcien | supérieur  | Pseudoradiosa | Levesquei     | Dumortieri        |
| Toarcien | supérieur  | Dispansum     | Gruneri       | Gruneri           |
| Toarcien | supérieur  | Dispansum     | Insigne       | Pachu             |
| Toarcien | supérieur  | Dispansum     | Insigne       | Cappucinum        |
| Toarcien | supérieur  | Bonarelli     | Fallaciosium  | Fallaciosium      |
| Toarcien | supérieur  | Bonarelli     | Fascigerum    | Fascigerum        |
| Toarcien | supérieur  | Bonarelli     | Thouarsense   | Thouarsense       |
| Toarcien | supérieur  | Bonarelli     | Thouarsense   | Doertense         |
| Toarcien | supérieur  | Bonarelli     | Bingmanni     | Bingmanni         |
| Toarcien | moyen      | Variabilis    | Vitiosa       | Vitiosa           |
| Toarcien | moyen      | Variabilis    | Illustris     | Phillipsi         |
| Toarcien | moyen      | Variabilis    | Illustris     | Illustris         |
| Toarcien | moyen      | Variabilis    | Variabilis    | Variabilis        |
| Toarcien | moyen      | Bifrons       | Bifrons       | Semipolitum       |
| Toarcien | moyen      | Bifrons       | Bifrons       | Bifrons           |
| Toarcien | moyen      | Bifrons       | Bifrons       | Apertum           |
| Toarcien | moyen      | Bifrons       | Bifrons       | Lusitanicum       |
| Toarcien | moyen      | Bifrons       | Sublevisoni   | Tethysi           |
| Toarcien | moyen      | Bifrons       | Sublevisoni   | Sublevisoni       |
| Toarcien | inférieur  | Serpentinum   | Falciferum    | Douvillei         |
| Toarcien | inférieur  | Serpentinum   | Falciferum    | Pseudoserpentinum |
| Toarcien | inférieur  | Serpentinum   | Elegantulum   | Strangewaysi      |
| Toarcien | inférieur  | Serpentinum   | Elegantulum   | Elegantulum       |
| Toarcien | inférieur  | Tenuicostatum | Semicelatum   | Semicelatum       |
| Toarcien | inférieur  | Tenuicostatum | Semicelatum   | Tenuicostatum     |
| Toarcien | inférieur  | Tenuicostatum | Semicelatum   | Crosbeyi          |
| Toarcien | inférieur  | Tenuicostatum | Paltus        | Paltus            |

La durée moyenne d'un horizon, estimée par Gabilly en 1973, de l'ordre de 200 000 ans est confirmée dans le cadre actuel de la durée révisée du Toarcien (8,6 millions d'années) et du nombre d'horizons (34) de l'étage.

## Paléogéographieetfaciès

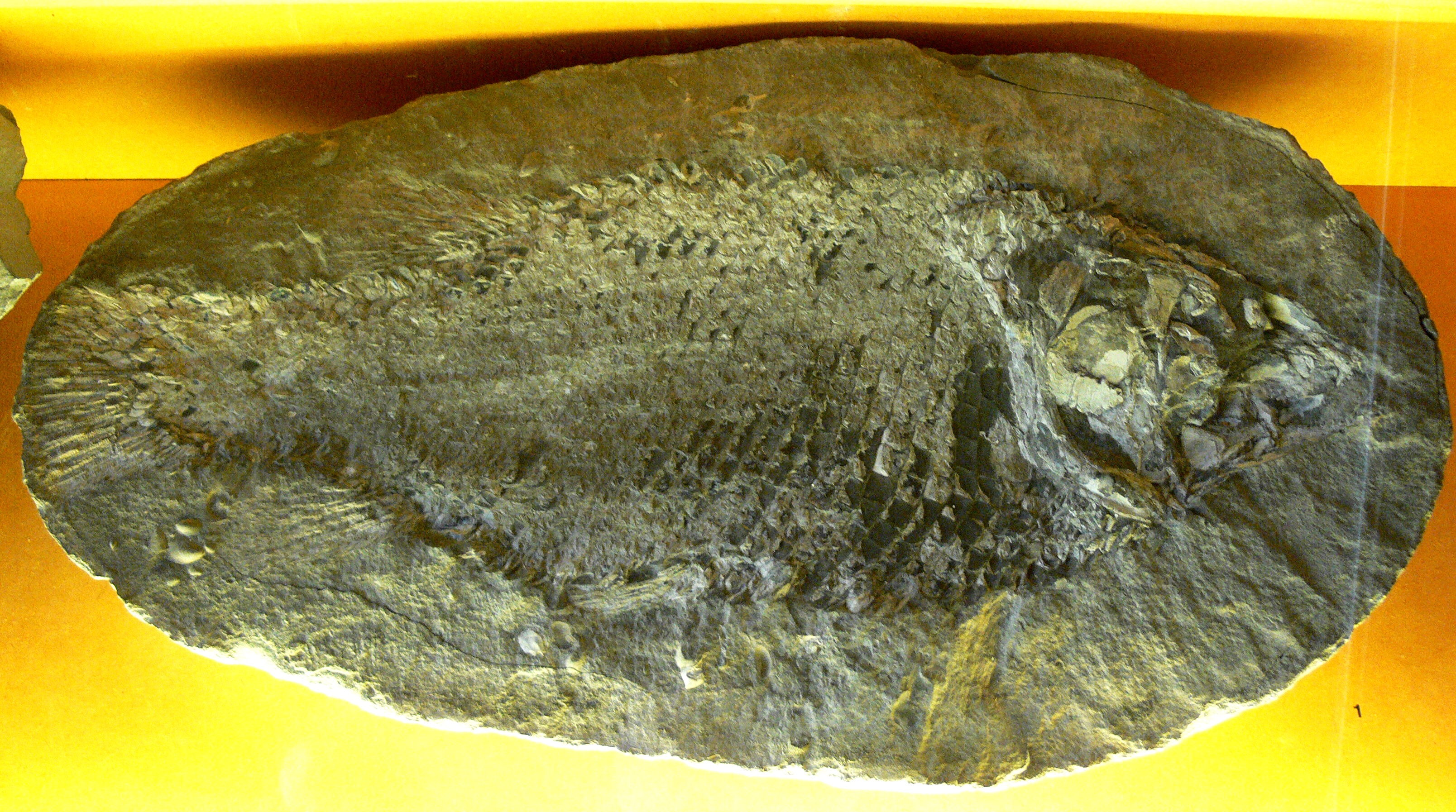
Lepidotes elvensis trouvé en 1883 dans les schistes de Saulx (Haute-Saône).

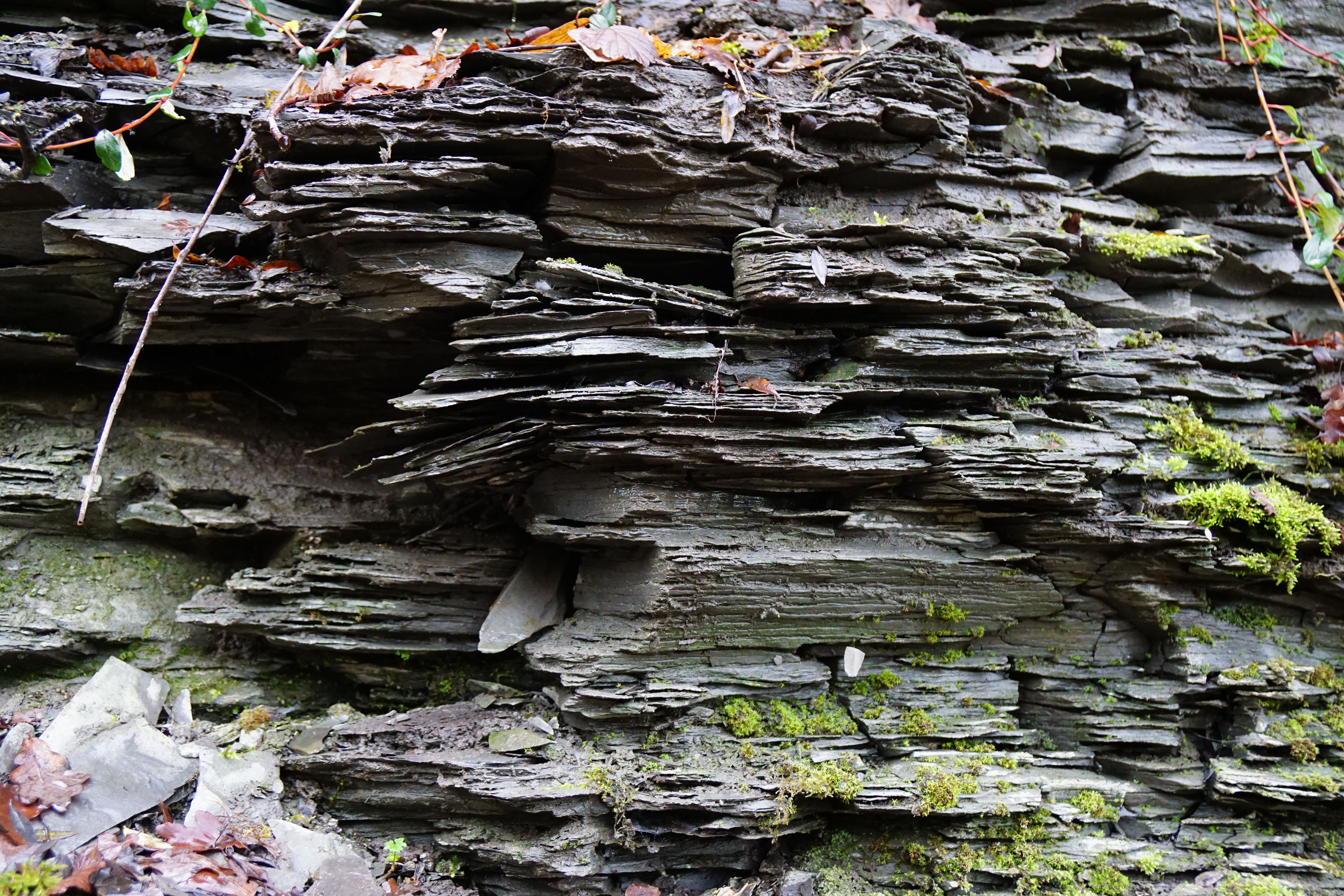
Détail de feuillets de schistes-carton.

Un événement géologique important appelé événement anoxique océanique (EAO) intervient au cours du Toarcien inférieur. Il correspond à une période de réchauffement global qui déstabilise les hydrates de méthane dans les sédiments des fonds marins, libérant ainsi de grandes quantités de méthane gazeux qui provoquent l'anoxie des fonds marins sur une grande partie du globe. Il en résulte des extinctions massives de faunes océaniques et l’accumulation de matière organique. L'absence d'organismes benthiques et fouisseurs permet ainsi la conservation des lamines originelles du sédiment. Il se forme des argiles noires à structure feuilletée et à consistance cartonnée dénommées schistes-carton. Ce faciès est connu à l’affleurement et en forage dans de nombreux bassins dont les Bassins parisien et aquitain où leur épaisseur est de quelques mètres. Les schistes-carton ne renferment que des fossiles d'organismes pélagiques (poissons, microalgues dont des Coccolithophoridés...),.
Une analyse de susceptibilité magnétique et de cyclostratigraphie sur le Toarcien inférieur de Lorraine a permis d’évaluer à 600 000 ans la durée de cet événement qui est situé à cheval sur les sous-zones à Semicelatum et à Elegantulum.
L'étude des ammonites, qui sont un des groupes fossiles les plus sensibles aux phénomènes d’extinction, a montré que l'événement anoxique du Toarcien inférieur est inclus dans une crise biologique plus importante qui a duré près de 6 millions d’années, du Pliensbachien supérieur (sommet de la zone à Margaritatus) au Toarcien supérieur (zone à Dispansum). Après cette crise, le retour à la biodiversité antérieure pour les ammonites nécessitera 2 millions d’années.

## Paléontologie

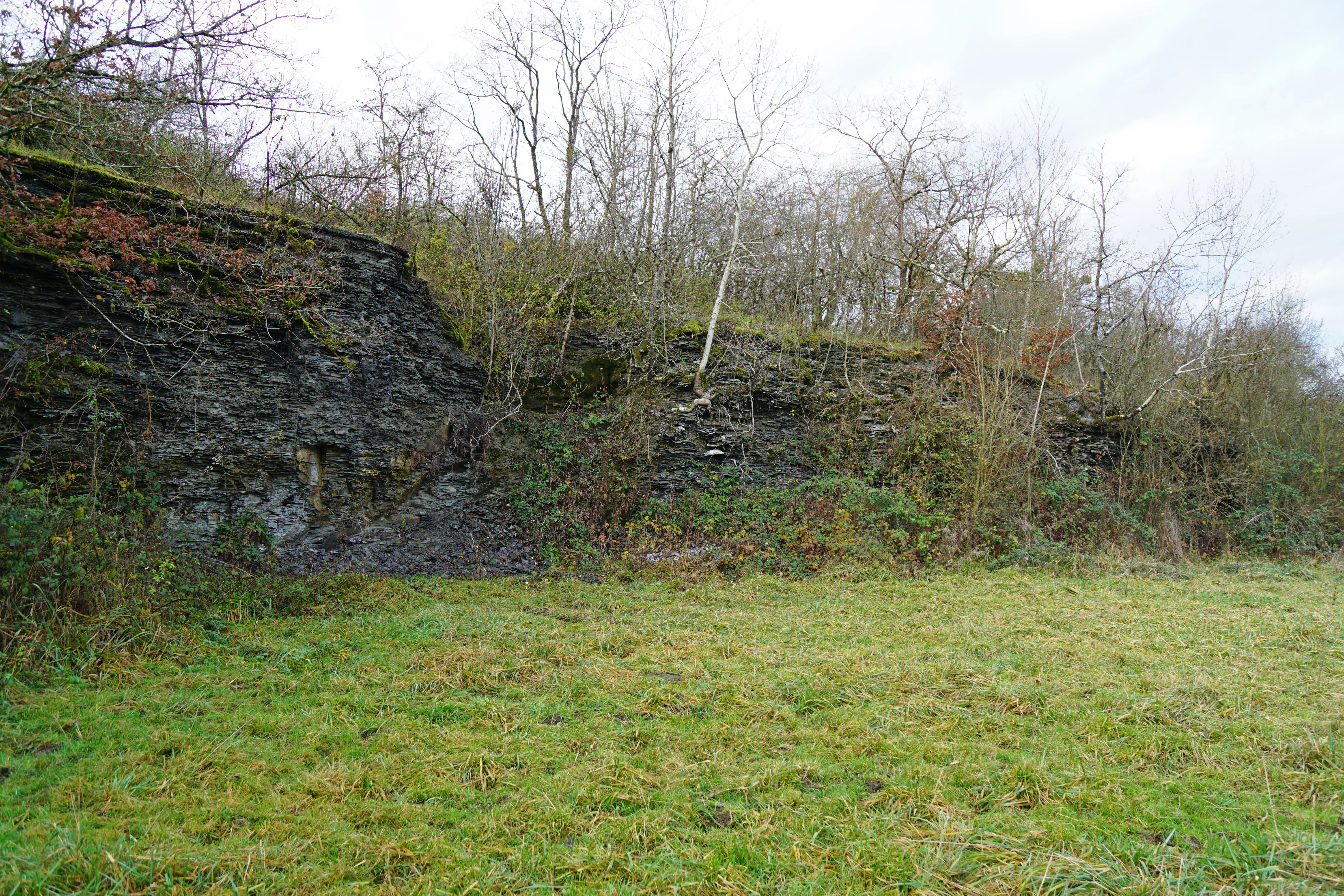
La mine de Creveney.

Parmi les affleurements et carrières où est exposé le Toarcien, on peut citer :
- La carrière d'Hauenstein en Suisse, dans le Jura. Elle présente une couche de la fin du Toarcien où l'on trouve, entre autres, l'ammonite de référence de la biozone à Aalensis : Pleydellia aalensis.
- La carrière de la société Lafarge SA, située à Belmont-d'Azergues dans le département du Rhône (France). C'est l'un des plus beaux gisements d'ammonites du Jurassique inférieur. Le Toarcien y est largement représenté avec en particulier une abondance d'Hildoceras bifrons qui est l'ammonite marqueur de la biozone à Bifrons. Parmi les ammonites, on observe également nombre de Lytoceras cornucopia, de Grammoceras, de Pseudogrammoceras, d'Harpoceras, d'Hammatoceras et d'Haugia. Le musée géologique de Saint-Jean-des-Vignes créé par la section géologie-paléontologie des Ciments Lafarge abrite les plus beaux spécimens dans un cadre très pédagogique.
- L'exploitation de schiste de Creveney en Haute-Saône dans l'Est de la France, utilisée par la Société des Schistes et Pétroles de Franche-Comté pour la fabrication de Natioline. Elle est composée d'une mine à ciel ouvert de schiste bitumineux et d'une usine de distillation du pétrole. Cette industrie exploite 20 000 tonnes de pyroschiste d'âge toarcien entre 1929 et 1936 avec une production industrielle en 1934. Des vestiges des installations et la zone d'extraction subsistent au début du XXIe siècle[14].